# توکای کوهی آسیایی
توکای کوهی آسیایی یا توکای آلپی (نام علمی: Zoothera mollissima) گونه‌ای از پرندگان از خانواده توکایان است.

## آرایه‌شناسی و طبقه‌بندی
توکای کوهی آسیایی در گذشته به عنوان توکای پشت‌ساده شناخته می‌شد، تا اینکه توکای آلپی به سه گونهٔ توکای آلپی، توکای سیچوان و توکای تازه‌کشف‌شدهٔ هیمالیایی تقسیم شد.

## پراکندگی و زیستگاه
از شمال غربی هیمالیا تا جنوب چین یافت می‌شود. زیستگاه‌های طبیعی آن عبارتند از بوته‌زارهای نیمه‌گرمسیری یا گرمسیری با ارتفاع بالا و علفزارهای نیمه‌گرمسیری یا گرمسیری در ارتفاعات.